# Pracinha (ort)
Pracinha är en ort i Brasilien.   Den ligger i kommunen Pracinha och delstaten São Paulo, i den södra delen av landet, 700 km sydväst om huvudstaden Brasília. Pracinha ligger 389 meter över havet och antalet invånare är 2 863.
Terrängen runt Pracinha är platt. Närmaste större samhälle är Lucélia, 16,1 km norr om Pracinha.
Omgivningarna runt Pracinha är huvudsakligen savann. Runt Pracinha är det mycket glesbefolkat, med 7 invånare per kvadratkilometer.